# Carex longispiculata
Carex longispiculata är en halvgräsart som beskrevs av Y.C.Yang. Carex longispiculata ingår i släktet starrar, och familjen halvgräs. Inga underarter finns listade i Catalogue of Life.